# Quartier de l’Arsenal

Lage des Stadtviertels innerhalb des 4. Arrondissement

Das Quartier de l’Arsenal ist das 15. Stadtviertel im 4. Arrondissement von Paris.

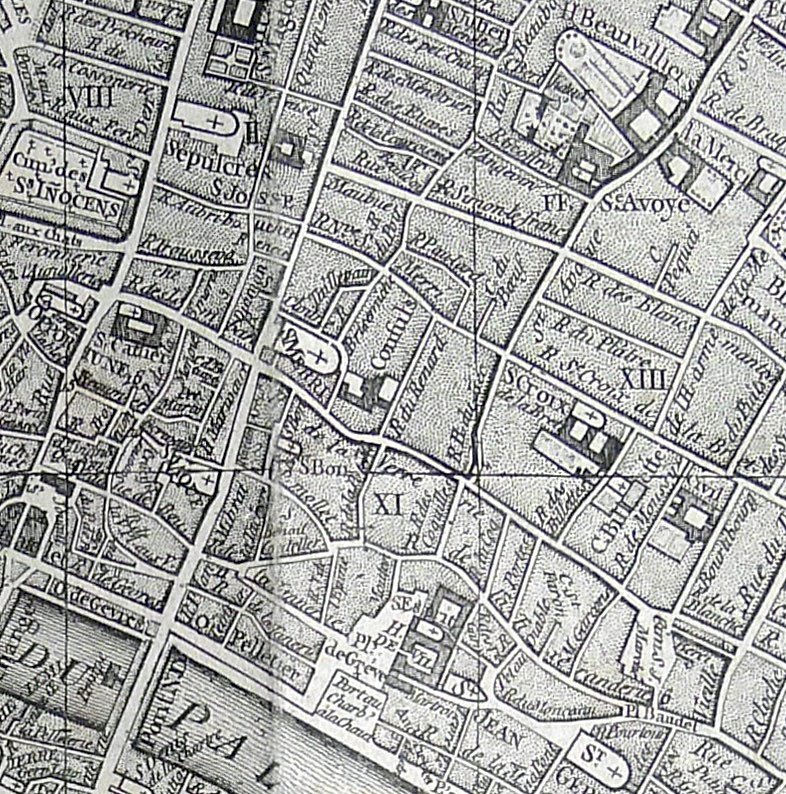
Die Umgebung der Pfarrkirche Saint-Merri auf dem Plan von Vaugondy (1760)

## Lage
Das Viertel liegt am rechten Seineufer im Herzen von Paris. Die Seine bildet auch die südliche Grenze (Quai Saint Bernard und Quai Henri IV). Im Norden bildet der Place des Vosges mit der Rue du Pas de la Mule die Grenze, im Westen sind es die Rue Saint Paul und Rue de Turenne und im Osten der Boulevard Bourdon, der Place de la Bastille und der Boulevard Beaumarchais.

## Namensursprung
Das Viertel hat seinen Namen von dem hier seit 1533 bestehenden Arsenal du Roi ou Grand-Arsenal, das entlang dem Seineufer von der Rue du Petit Musc bis zur Pariser Stadtmauern von Karl V. lag.

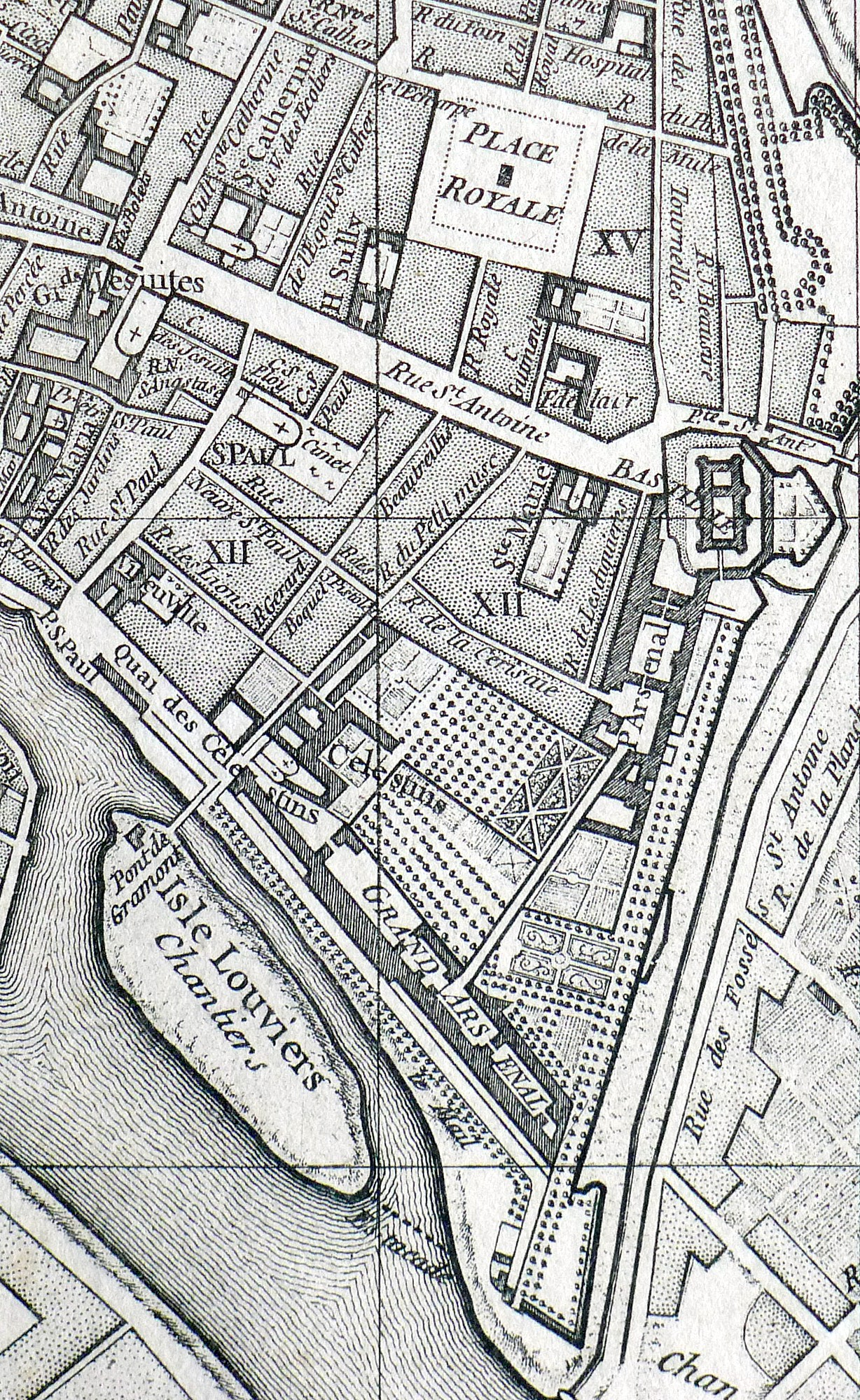
Quartier de l’Arsenal auf dem Plan von Vaugondy (1760)

## Geschichte
Im engeren Sinne bildet das Quartier de l’Arsenal ein Dreieck zwischen dem Quai Henri IV an der Seine, dem Bassin de l’Arsenal und dem Boulevard Henri IV.
Die Grenzen des 4. Arrondissement (und damit auch die der quartiers) wurden 1860 unter dem Zweiten Kaiserreich festgelegt, auf der Grundlage des Gesetzes vom 16. Juni 1859, das die 20 Arrondissement neu definierte.

## Sehenswürdigkeiten
- Place des Vosges
- Hôtel de Sully
- Maison de Victor Hugo
- Square Albert-Schweitzer
- Pavillon de l’Arsenal